# Bambusa lenta
Bambusa lenta är en gräsart som beskrevs av Liang Chi Chia. Bambusa lenta ingår i släktet Bambusa och familjen gräs. Inga underarter finns listade i Catalogue of Life.